# نئول لوبان
نئول لوبان (انگلیسی: Noel Loban؛ زادهٔ ۲۸ آوریل ۱۹۵۷) کشتی‌گیر اهل بریتانیا بود.
وی در مسابقات کشوری و بین‌المللی در مجموع برندهٔ ۱ مدال طلا، ۱ مدال نقره، ۱ مدال برنز شده‌است.